# IC 2970
IC 2970 је ознака објекта на координатама са ректансцензијом 11h 53m 9,0s и деклинацијом - 23° 7" 24'. Открио га је Луис Свифт, 12. маја 1898. Каснијим посматрањима на том положају није уочен никакав астрономски објекат.